# Франческо Гриффо

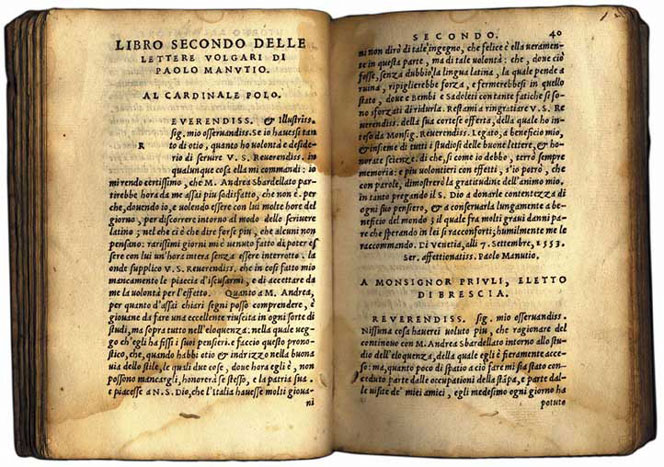
Lettres de Paul Manuce, édition d’Alde Manuce avec la typographie de Griffo

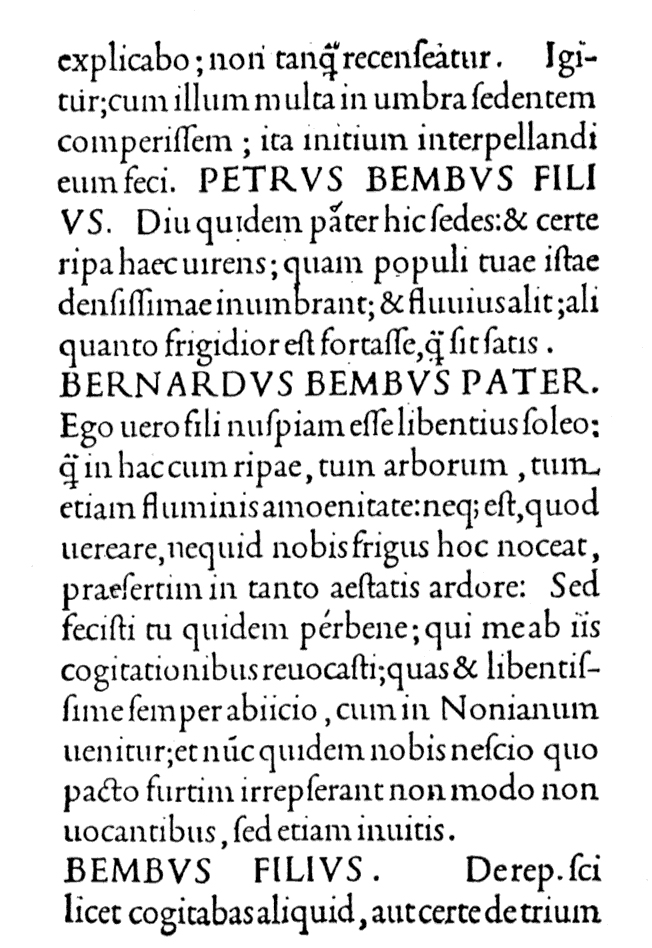
Оригинальная страница из книги Об Этне

Франческо Гриффо, иногда Грифи или Гриффи, он же Франческо да Болонья (итал. Francesco Griffo, ок. 1450—1518, Болонья) — итальянский пуансонист, разработчик и литейщик шрифтов, печатник. Согласно гипотезе, высказанной в XVIII веке Антонио Паницци, Франческо Гриффо и ювелир, гравёр и живописец Франческо Райболини, называемый также Франческо Франча и Франческо да Болонья — одно и то же лицо. Эта гипотеза была оспорена Джакомо Манцони и в настоящее время окончательно отвергнута, но до сих пор встречается в многочисленных источниках.

## Биография
Сын ювелира Чезаре Гриффо, Франческо изучил мастерство изготовления пуансонов и литья типографских шрифтов вероятнее всего в Болонье у книготорговца и издателя Бенедетто Фаэлли, известного изяществом своих изданий. С 1475 по 1480 год он работает в Падуе по образцам Николя Жансона. Затем он отправляется в Венецию, где прилагает все свои усилия, чтобы получить работу у самого известного в то время книгопечатника Альда Мануция (1495).
Он вырезает для Мануция несколько греческих шрифтов, романские литеры для издания в 1496 году книги Пьетро Бембо Об Этне; второй романский шрифт в 1499 году для Hypnerotomachia Poliphili («Сновидение Полифила») Франческо Колонны, который вдохновил Клода Гарамона, Дирка Воскенса и многих других, повлиявших в свою очередь на Кэзлона и литейщиков XVI-XVII веков; и шрифт для издания Вергилия (1501). Этот наклонный шрифт, близкий к курсиву, представляет собой первый «италийский шрифт» (italic). Его сжатые формы позволяют экономить бумагу и печатать меньшие по размеру книги, делая их дешевле и доступнее для покупателя. Несмотря на свои превосходные качества, Гриффо находился в тени Мануция и долгое время был практически неизвестен, так что даже был перепутан исследователями с «другим» Франческо да Болонья.
В 1502 году он поссорился с Альдом Мануцием, который хотел сохранить за собой монополию на греческие шрифты и запретил ему продавать их другим печатникам. Гриффо покинул его.
В следующем году он вырезал новый italic для печатника Гершона Сончино в Фано. Франческо открывает свою собственную типографию в 1516 году и для первого издания создает третий italic.
Гриффо был осужден за убийство своего зятя ударом железного прута (или, по другим версиям, заготовкой пуансона) в результате ссоры. За это он, по-видимому, был приговорен к смерти и повешен. Как бы то ни было, его следы с 1518 года теряются.

## Наследие

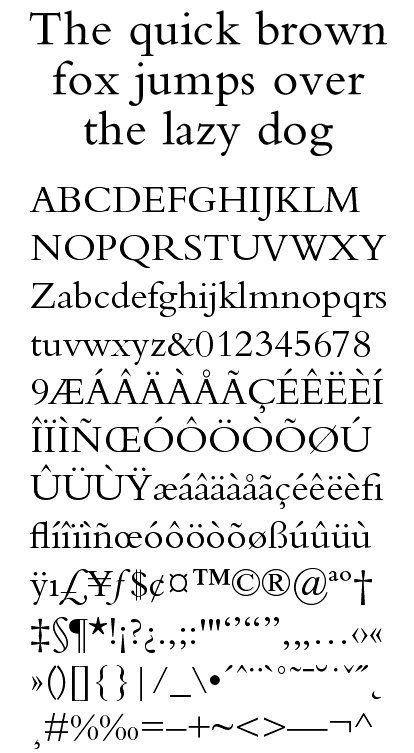
Bembo
Матрицы Bembo для монотипа
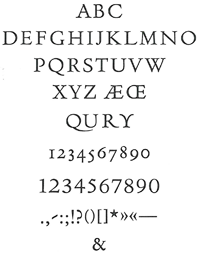
Poliphilus

Шрифты, созданные Гриффо, впоследствии не раз воспроизводились и послужили образцом для многочисленных шрифтов, предназначенных как для литья, так и для механического набора, а затем и цифровых:
- Bembo (Стэнли Морисон, для монотипа, 1929). Альфред Фэрбенк разработал для монотипа шрифт, называемый Bembo condensed italic и основанный на шрифте, использованном Людовико Арриги. Романский шрифт из книги Об Этне явился основой для Cardo (Дэвид Дж. Перри) и Yale (Мэтью Картер[англ.]).
- Griffo (Джованни Мардерштейг[фр.], 1930)
- Dante (Джованни Мардерштейг[фр.], 1954)
- Poliphilus, на основе второго романского шрифта для Poliphile (Стэнли Морисон, для монотипа, 1920)